# 糁汤
糁汤，简称为糁，是中国山东、河南、安徽等地（淮海地区）的一种粥汤类小吃，多作为早餐。该小吃的制作技艺入选了山东省第三批省级非物质文化遗产名录。

## 做法

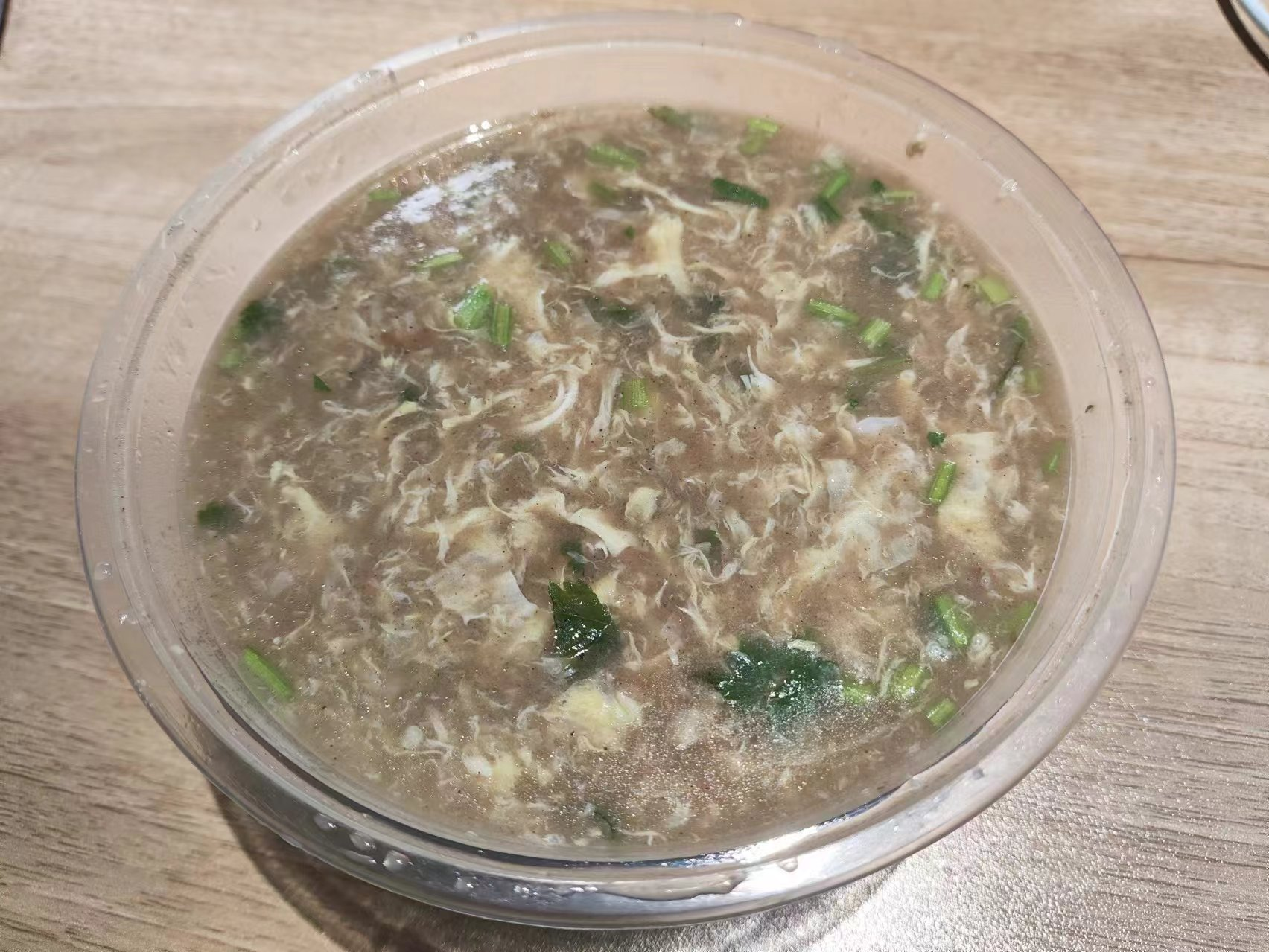

糁汤的主要原料为麦仁和鸡肉，汤用大骨熬制（主要是牛骨），呈乳白色，配上葱花、蒜、生姜、香菜和胡椒等调味料。有时还会将鸡蛋冲入汤中饮用。
糁汤汤稠味浓，讲究“热、辣、香、肥”。因添加了多种辛辣的调味料，在早上喝提神开胃。

## 历史
在《礼记·内则》中有“糁：取牛羊豕之肉，三如一小切之，与稻米；稻米二肉一，合以为饵煎之。”的记载，宋代陆游的诗《晨起偶題》中写到“風爐歙缽生涯在，且試新寒芋糝羹。”不过以上出现的“糁”都与现在意思差异较大，多为“以米和羹”义。
也有说法认为现在所说的“糁”应该写作“𦠿”，意为肉杂。